# Renfanebagge
Renfanebagge (Galeruca tanaceti) är en skalbaggsart som först beskrevs av Carl von Linné 1758.  Renfanebagge ingår i släktet Galeruca, och familjen bladbaggar. Arten är reproducerande i Sverige.

## Bildgalleri

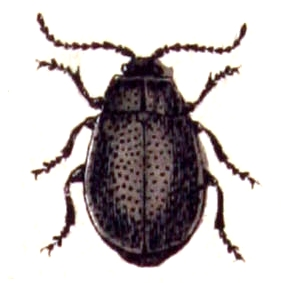
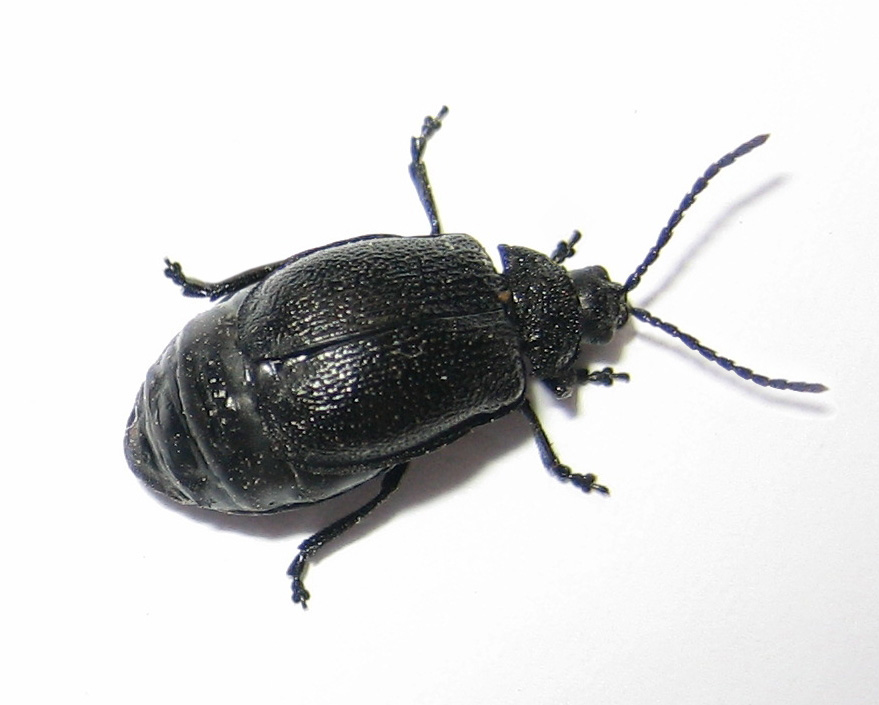
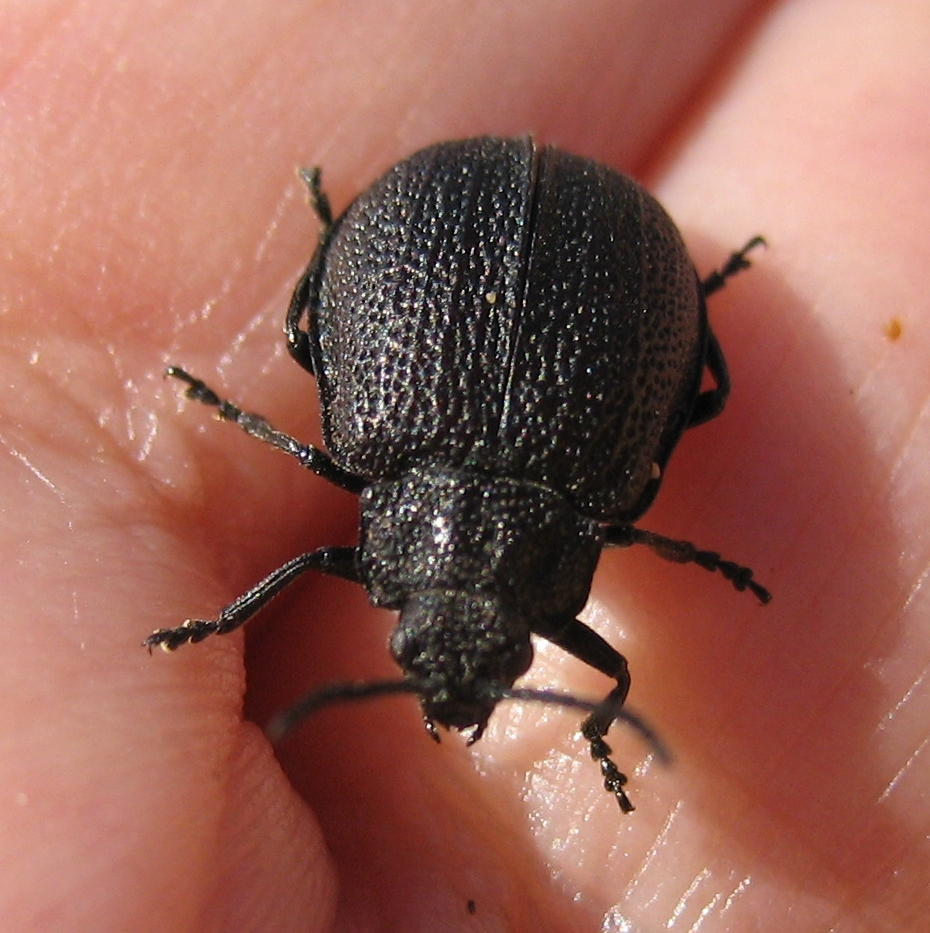
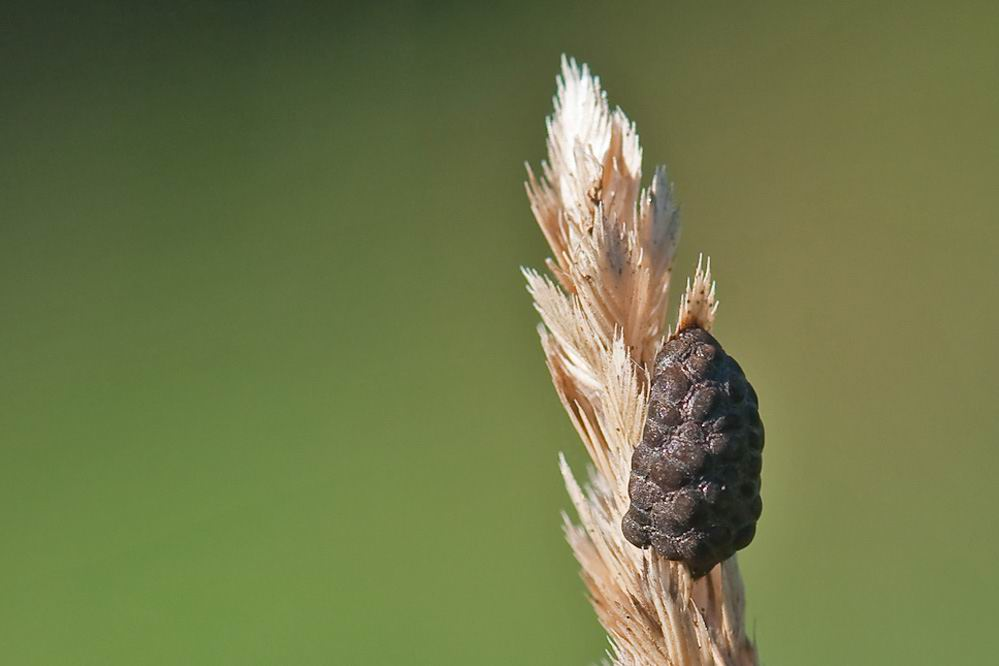
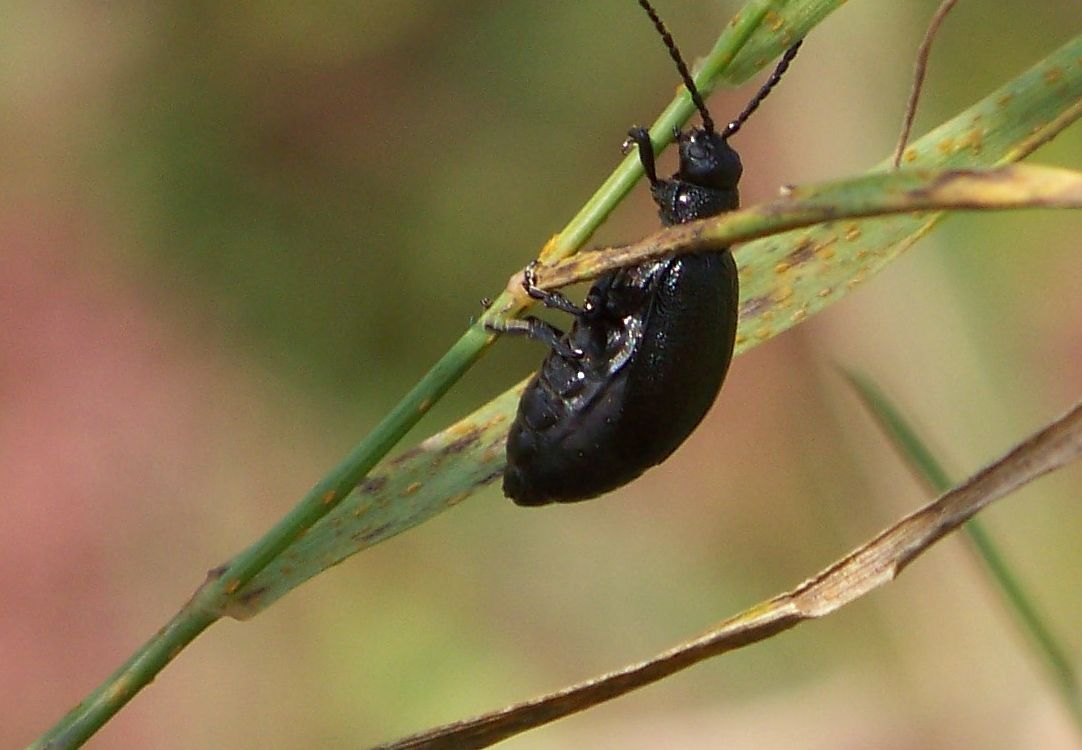